# Shaanxi Y-9
El Shaanxi Y-9 es un avión de transporte táctico medio producido por Shaanxi Aircratf Company en China. Fue diseñado a partir del Shaanxi Y-8, y se considera un esfuerzo por fabricar un avión de similares características que el C-130J Super Hercules.

## Desarrollo
El diseño del Y-9 comenzó en el año 2001, debido a carencias en el transporte táctico de medio alcance y a la necesidad de sustituir los obsoletos Y-8. En 2005 fueron revelados algunos detalles del proyecto en la Aviation Expo China de 2005, donde fue presentado con el nombre Y-8X. El primer vuelo se efectuó el 5 de noviembre de 2010, entrando en servicio en 2012 en la Fuerza Aérea del Ejército Popular de Liberación.
Tiene una capacidad de carga de 25 toneladas y un volumen útil de 155 m³, con capacidad para transportar 9 pallets estándar de 108" x 88" u 8 de 125" x 96" pudiendo transportar alternativamente, 132 paracaidistas, 72 camillas, dos vehículos de combate aerotransportados ZLC-2000 -que pueden ser descargados con paracaídas- u otros vehículos, incluyendo camiones ligeros.
Cuenta con cuatro motores turbohélice WJ-6 con propulsores de seis palas JL-4, cabina de cristal y puede aterrizar y despegar de pistas cortas y no preparadas (STOL). La puerta de carga se encuentra en la parte trasera del avión, la que a su vez sirve de rampa, permitiendo la carga y descarga rápida.
Está provisto de un tren de aterrizaje delantero de dos ruedas y dos trenes principales de cuatro ruedas. La Fuerza Aérea del Ejército Popular de Liberación ha ordenado este avión para utilizarlo en diferentes roles además de transporte, como inteligencia electrónica (ELINT), alerta temprana y control aerotransportado (AEW&C), patrulla marítima, guerra antisubmarina (ASW) y avión cisterna.

## Variantes
- Y-9E: Versión de exportación.[5]
- Y-9XZ: Utilizado en misiones de guerra psicológica.
- KJ-500: Avión de alerta temprana (AEW&C).
- H-500: Versión naval del KJ-500.
- Y-9G: Guerra electrónica.
- Y-9X: Inteligencia electrónica.[6]

## Operadores
China
- Fuerza Aérea del Ejército Popular de Liberación.
- Fuerzas Terrestres del Ejército Popular de Liberación - 14 aviones.[7]
- Armada del Ejército Popular de Liberación - 2 aviones.[8]

 Birmania - 1 avión.

### Futuros operadores
Venezuela ha mostrado interés en la adquisición de algunas variantes del Y-9 para transporte, cisterna y alerta temprana, para reemplazar los aviones transporte C-130 Hercules y cisterna Boeing 707 de la Aviación Militar Bolivariana, sistemas que, debido a la falta de repuestos y recambios producido por el embargo de armas impuesto por Estados Unidos, padecen de problemas de mantenimiento.

## Especificaciones

### Características generales
- Tripulación: 3 o 4
- Capacidad: 155 m³
  - 106 pasajeros o
  - 132 paracaidistas o
  - 2 x ZLC 2000
- Carga: 25.000 kg
- Longitud: 36 m
- Peso vacío: 39.000 kg
- Planta motriz:  4 × Turbohélice Zhuzhou WoJiang-6C (FWJ-6C). cada uno.
- Hélices: 6 palas

### Rendimiento
- Velocidad crucero (Vc): 600 - 650 km/h
- Alcance en ferry: 7.800 km con carga máxima
- Techo de vuelo: 10.000 m

## Imágenes

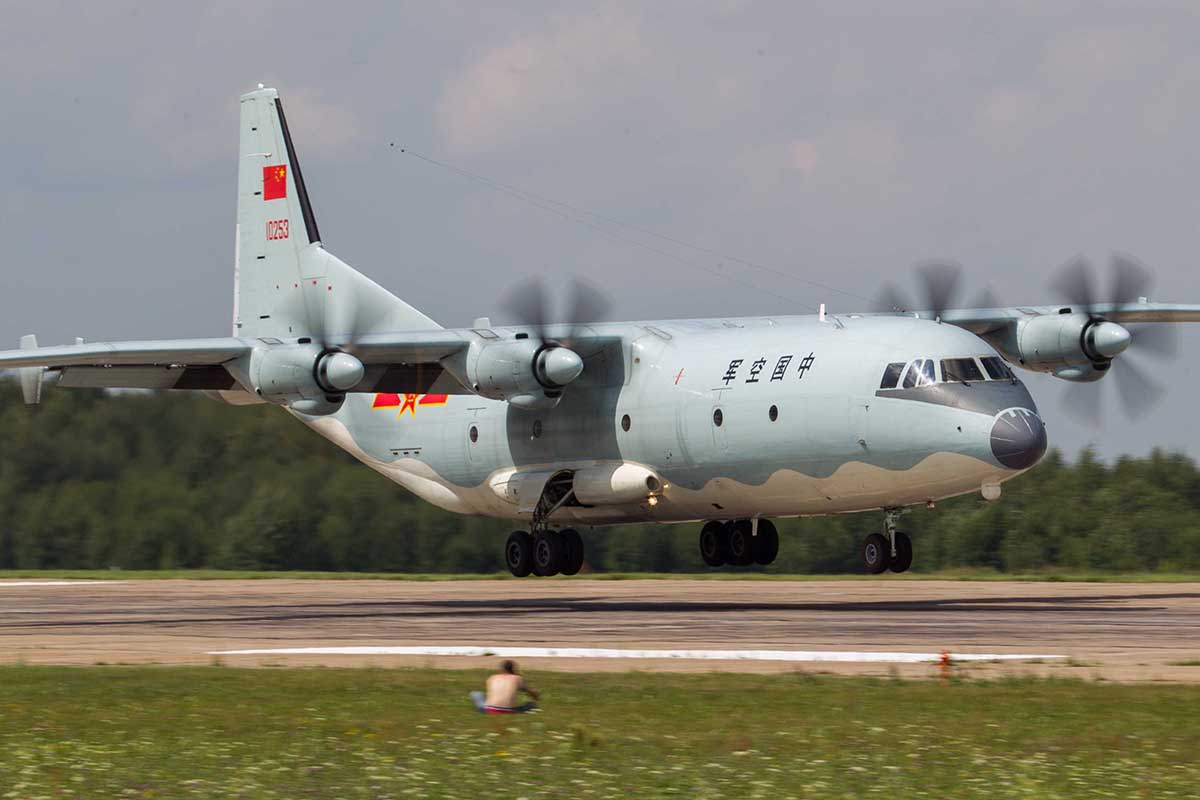
un Shaanxy Y-9 de la Fuerza Aérea China, aterrizando en una pista en una base aérea militar en China.
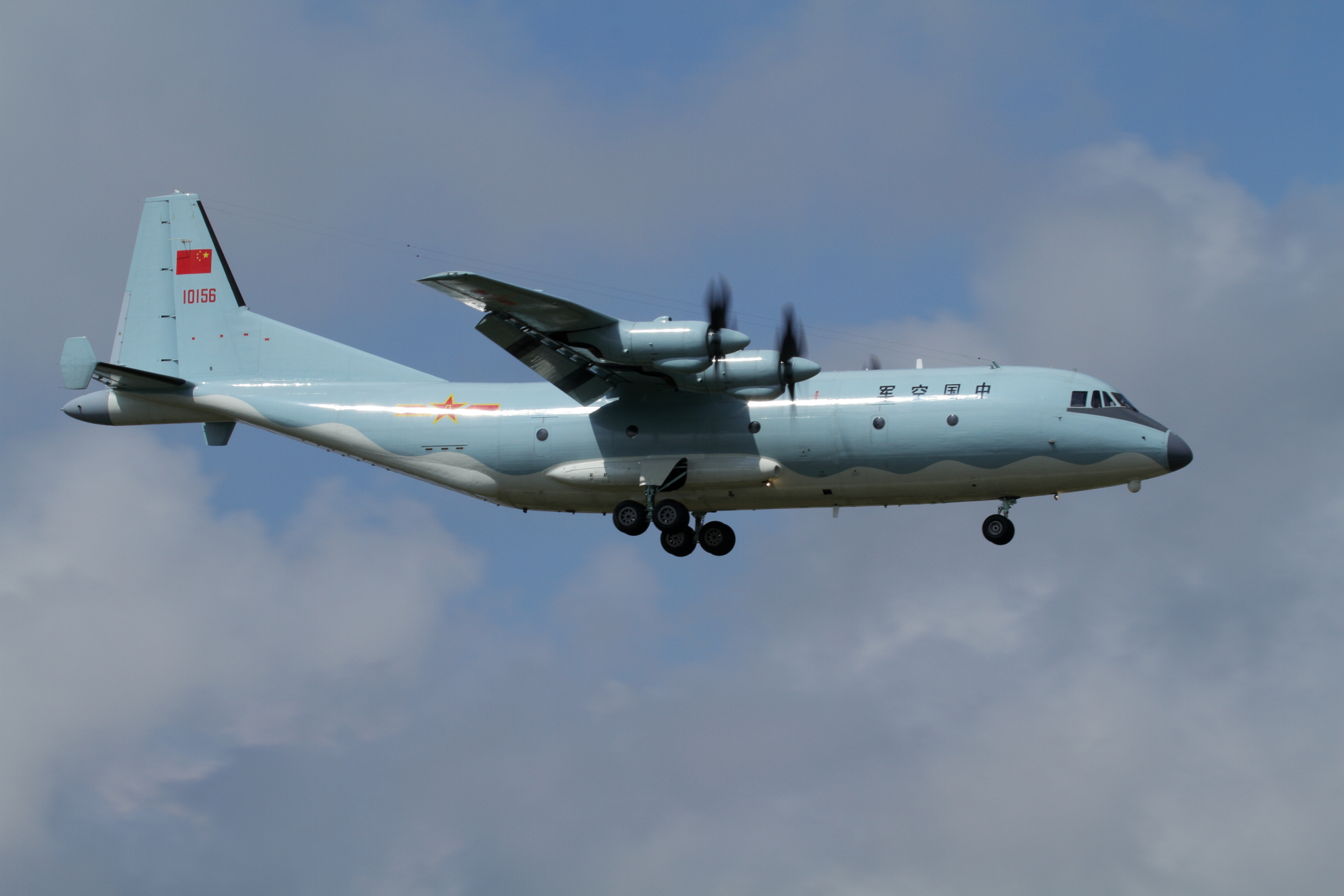
un Y-9 realizando un vuelo a baja altura.
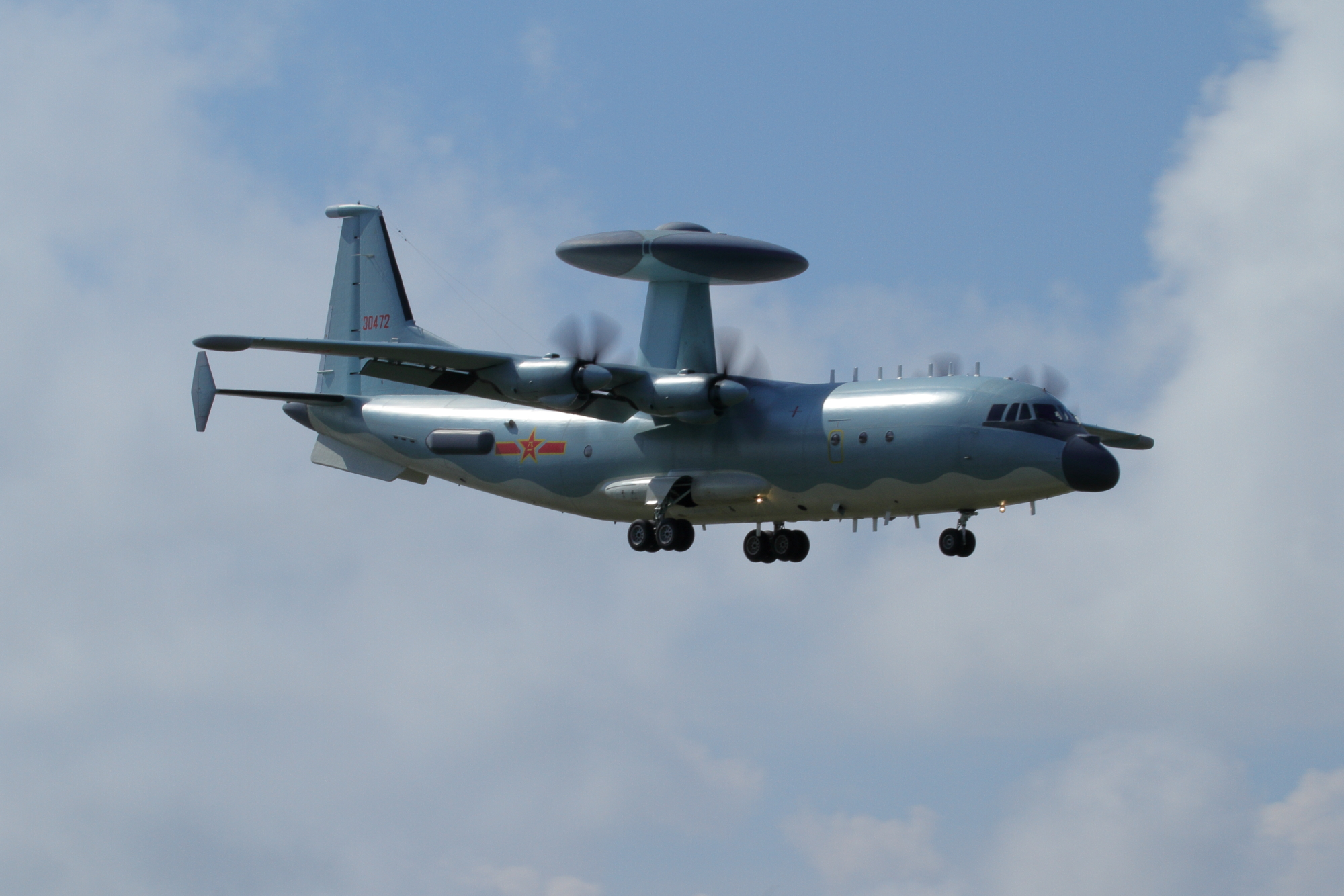
un KJ-500 de alerta temprana realizando acercamiento para aterrizar.

## Aeronaves similares
- Antonov An-12
- Antonov An-26
- Blackburn B-101 Beverley
- Alenia G.222
- Transall C-160
- Lockheed C-130 Hercules
- Lockheed Martin C-130J Super Hercules